# Salis Abdul Samed
Salis Abdul Samed (Accra, 26 maart 2000) is een Ghanees voetballer die doorgaans als verdedigende middenvelder speelt. Hij verruilde Clermont Foot in juli 2022 voor RC Lens. Abdul Samed debuteerde in 2022 in het Ghanees voetbalelftal.

## Clubcarrière
Abdul Samed speelde in zijn jeugd in de voetbalacademie van Jean-Marc Guillou in Afrika. Die verhuurde hem in juli 2019 voor twee jaar aan Clermont Foot. Zodoende speelde hij zijn eerste jaren in het profvoetbal als invaller in de Ligue 2. Abdul Samed promoveerde in 2020/21 met Clermont naar de Ligue 1 en verhuisde daarna zelf definitief naar de Franse club. Coach Pascal Gastien promoveerde hem daarop tot basisspeler. Hij speelde dat jaar 31 competitieronden, waarin Clermont en hij erin slaagden om in de Ligue 1 te blijven. Hij trok de aandacht van de Franse nummer zeven RC Lens, dat hem in juli 2022 voor 5 miljoen euro overnam. Abdul Samed werd ook hier basisspeler. Hij eindigde 2022/23 met Lens op de tweede plaats, waarmee de club zich voor het eerst sinds 2003 weer plaatste voor de Champions League.

## Interlandcarrière
Abdul Samed debuteerde op 17 november 2022 in het Ghanees voetbalelftal. Bondscoach Otto Addo gaf hem toen een basisplaats in een met 2–0 gewonnen oefeninterland tegen Zwitserland. Een week later begon hij met Ghana aan het WK 2022. Hierop behoorde hij tot de eerste elf in alle drie de wedstrijden die zijn ploeggenoten en hij tijdens dat toernooi actief waren.
1 Petrić ·
2 Aguilar ·
3 Machado ·
4 Danso ·
7 Sotoca  ·
8 Nzola ·
9 Satriano ·
10 Costa ·
11 Fulgini ·
13 Chávez ·
14 Medina ·
15 Ojediran ·
16 Koffi ·
18 Diouf ·
19 Cabot ·
20 Sarr ·
22 Saïd ·
23 El Aynaoui ·
24 Gradit ·
26 Mendy ·
27 Bane ·
28 Thomasson ·
30 Ryan ·
34 Pouilly ·
36 Lebeau ·
37 Ganiou ·
38 Zaroury ·
Coach: W. Still
· Assistent-coach: N. Still